# Giadeite
La giadeite (simbolo IMA: Jd) è un minerale appartenente alla classe dei silicati e al sottogruppo degli inosilicati a catena singola, noti anche come pirosseni; in questo sottogruppo è classificato come clinopirosseno; le classificazioni di Nickel-Strunz e di Dana concordano nel classificare il minerale nel gruppo dei silicati.
La giadeite di solito si forma ad alte pressioni e temperature moderate secondo le reazioni:
- {\displaystyle \mathrm {NaAlSi_{3}O_{8}\Longleftrightarrow NaAlSi_{2}O_{6}+SiO_{2}} }
- {\displaystyle \mathrm {(Na,K)[AlSiO_{4}]+NaAlSi_{3}O_{8}\Longleftrightarrow 2(NaAlSi_{2}O_{6})} }

tipicamente in ambienti di subduzione come la costa pacifica del Sud America o il Giappone orientale. Si forma spesso dalla trasformazione dell'albite in quarzo e giadeite a seguito di alte pressioni. Di solito si trova in ambienti altamente metamorfizzati di rocce serpentine ricche di sodio. La giadeite è stata ed è un minerale importante e rilevante, sia culturalmente che economicamente, poiché è uno dei principali minerali che formano la giada, ampiamente utilizzata sia oggi che in passato. La sua formula è NaAlSi2O6.

## Etimologia e storia
Il nome giadeite deriva dalla parola giada, che a sua volta deriva dall'unione della parola francese l'ejade e della parola latina ilia. Altre fonti notano che il nome potrebbe anche derivare dalle parole spagnole piedra de ijada. In Castiglia il termine ijada si riferisce a ciascuna delle due cavità poste simmetricamente tra le false costole e le ossa della vita; questo nome deriva probabilmente dalla credenza che questo minerale guarisse il dolore ai reni se applicato a questa zona del corpo. Il nome del minerale in latino è lapis nephriticus. In questo caso, il termine dà il nome alla nefrite, uno dei minerali che formano la giada.

## Classificazione
Secondo la classificazione Nickel-Strunz, la giadeite è classificata nel gruppo dei silicati, nel sottogruppo degli inosilicati, e all'interno di quest'ultimo nella famiglia degli " Inosilicati con catene singole di periodo 2, Si2O6; famiglia del pirosseno" e secondo questa classificazione, forma il gruppo 9.DA.25. Condivide il gruppo 9.DA con i minerali donpeacorite, enstatite, ferrosilite, clinoenstatite, egirina-augite, clinoferrosilite, kanoite, pigeonite, augite, diopside, esseneite, hedenbergite, johannsenite, petedunnite, davisite, kushiroite, grossmanite, omfacite, egirina, jervisite, cosmocloro, namansilite, natalyite e spodumene. Secondo la classificazione di Dana, la giadeite è classificata come inosilicato a singola catena non ramificata, nel sottogruppo della catena singola non ramificata W=1 con catene P=2. Secondo questa classificazione, forma il gruppo 65.1.3c.1.

## Abito cristallino
La giadeite cristallizza nel sistema cristallino monoclino. Il suo gruppo spaziale è C2/c (gruppo nº 15), con parametri di cella a = 9,418 Å, b = 8,562Å e c = 5,219Å; Queste dimensioni possono variare a seconda delle condizioni di formazione dei minerali; per i campioni formati a 1500 °C e 50 kbar, i parametri della cella sono a = 9,692 Å, b = 8,874 Å, c = 5,301 Å, β = 106,85° e V = 436,37Å3; con gruppo spaziale C2/c. La sua struttura è simile a quella di altri pirosseni come il diopside, che sono formati da strati paralleli di poliedri di alluminio e sodio coordinati ottaedricamente collegati con catene di silice parallele all'asse c. Le distanze catione-ossigeno sono per i diversi elementi: Si-O = 1,623 Å, Al-O = 1,928 Å e Na-O = 2,469 Å. Quando un cristallo di giadeite viene sottoposto a diffrazione di raggi X, si ottengono diversi picchi di intensità energetica:
| Picco (2θ) | Intensità (%) |
| ---------- | ------------- |
| 4,29       | 40%           |
| 2,104      | 30%           |
| 2,922      | 70%           |
| 2,831      | 100%          |
| 2,490      | 20%           |
| 2,069      | 40%           |
| 1,572      | 30%           |

## Proprietà

### Proprietà fisiche
La giadeite ha una durezza sulla scala Mohs che va da 6,5 a 7,0. È un minerale con densità compresa tra 3,24 e 3,43 g/cm³ e un peso specifico di 3,4 g/cm³. La giadeite forma soluzioni solide con altri minerali del gruppo dei pirosseni come l'augite, il diopside, l'egirina e il cosmocloro. Presenta geminazione sia individuale che lamellare lungo {100} e {001} e una buona sfaldatura lungo {110}.
Una caratteristica della giadeite è la sua fluorescenza; le varietà più scure di solito non hanno fluorescenza UV; i minerali verde chiaro possono presentare fluorescenza in alcuni casi a lunghezza d'onda corta e a lunghezza d'onda lunga; in questo caso la fluorescenza è verde. Le varietà violacee possono presentare fluorescenza bianca o rossastra a lunghezze d'onda lunghe. Alcune varietà color lavanda, invece, possono mostrare una fluorescenza arancione sia nelle lunghezze d'onda lunghe che in quelle corte.

### Proprietà chimiche
La sua formula chimica è NaAlSi2O6. Gli elementi presenti nella sua struttura sono alluminio, sodio, ferro, ossigeno e silicio; tuttavia, molti elementi possono entrare nella sua struttura sostituendo alcuni degli elementi sopra citati: titanio, manganese, magnesio, calcio, potassio e anche composti inorganici come l'acqua. Alcuni autori propongono per la giadeite la formula Na(Al,Fe3+)Si2O6. Questa discordanza nelle formule è dovuta al fatto che il minerale può contenere impurità di ferro che in alcuni casi possono superare l'1% e quindi questo ferro passerebbe dall'essere un oligoelemento (in quantità trascurabile) a essere un elemento costitutivo della giadeite. Il ferro di solito sostituisce l'alluminio, motivo per cui nella formula sono posizionati nella stessa posizione strutturale. Nel caso della giadeite, anche il calcio e il sodio si possono scambiare tra di loro, in modo simile a come si comportano il ferro e l'alluminio, motivo per cui anche altri autori usano la seguente formula:
- {\displaystyle {\ce {(Na,Ca)(Al,Fe)Si_2O_6}}}

Nella tabella seguente sono riassunti i risultati per ciascuno degli studi che hanno portato alla differente formulazione della composizione chimica della giadeite:
| Elemento chimico | % in peso dell'elemento | % in ossido di ciascun elemento | % in ossido di ciascun elemento |
| ---------------- | ----------------------- | ------------------------------- | ------------------------------- |
| Sodio (Na)       | 11,21% Na               | 15,11% Na2O                     | 14,42% Na2O                     |
| Alluminio(Al)    | 11,84% Al               | 22,38% Al2O3                    | 23,77% Al2O3                    |
| Calcio (Ca)      | -                       | -                               | 0,97% CaO                       |
| Ferro (Fe)       | 2,72% Fe                | 3,89% Fe2O3                     | -                               |
| Silicio (Si)     | 27,40% Si               | 58,61% SiO2                     | 58,97% SiO2                     |
| Ossigeno (O)     | 46,82% O                | -                               | -                               |
| Totale           | 100%                    | 100%                            | 100%                            |

## Forma in cui si presenta in natura

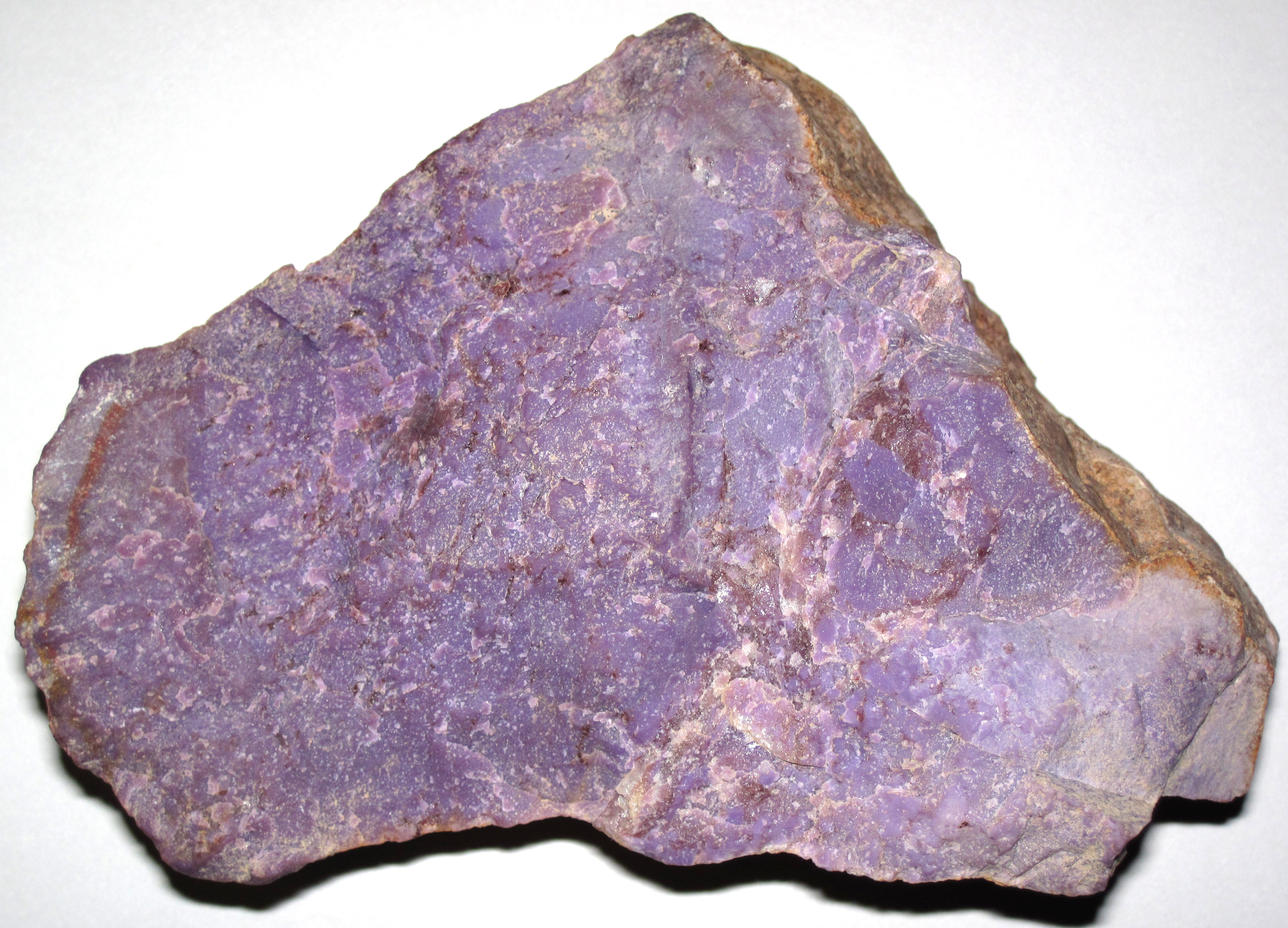
Giada lavanda da Bursa, Turchia.

Il colore della giadeite può variare da un colore verde mela chiaro al bianco, può anche essere verde-bluastro (come la giada blu degli Olmechi), rosa, lavanda, viola e molti altri colori. La cloromelanite è una varietà di colore verde molto scuro o addirittura nero. Il colore della giadeite è strettamente correlato alla presenza di oligoelementi (elementi presenti nel minerale in proporzioni inferiori all'1%); questi oligoelementi possono essere cromo, ferro, titanio o manganese. Molti colori sono stati trovati solo in minerali provenienti da giacimenti specifici:
- Cloromelanite: la cloromelanite è una varietà di giadeite caratterizzata da una colorazione verde, molto scura o addirittura nera.[16] Il colore scuro di questa varietà è dato dal suo contenuto di ferro, che viene sostituito dall'alluminio all'interno della struttura della giadeite.[17]
- Cromogiadeite: (Na(Al,Cr)Si2O6); si tratta di una varietà di colore verde brillante.[18]

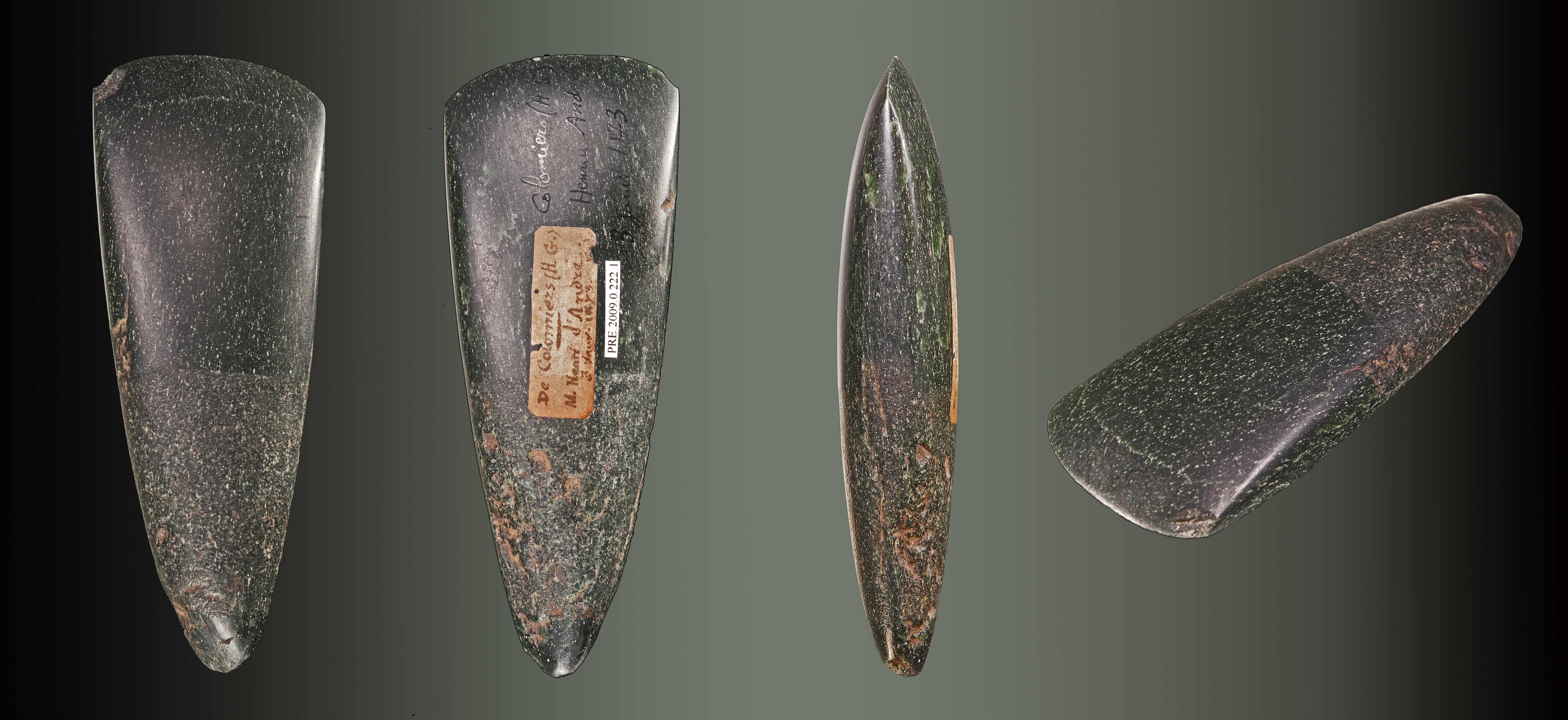
Giadeite

- Giada giadeite: è una varietà a grana molto fine; si trova in una vasta gamma di colori, dal bianco al verde passando per il lilla. La varietà verde traslucida è molto apprezzata in estremo oriente.[19]
- Giada lavanda: è una varietà di colore lavanda, solitamente criptocristallina, usata come pietra ornamentale. Tecnicamente è una roccia, non un minerale. Può contenere albite (3-8% in peso), tremolite (2-5% in peso) e tracce di egirina ed egirina-augite. Il colore è dato principalmente dal manganese.[20]
- Soda di giadeite: (NaAlSi2O6). È il membro finale ricco di sodio della soluzione solida.[21]
- Giadeite titanica: (Na(Al,Fe,Ti)Si2O6). Varietà con un certo contenuto di titanio.[22]

## Origine e giacitura
La giadeite si forma principalmente nelle rocce metamorfiche sottoposte ad alte pressioni e temperature relativamente basse. Può formarsi dal decadimento di alcuni minerali come l'albite. L'albite è un minerale abbastanza comune nella crosta terrestre; quando la pressione aumenta, l'albite perde stabilità e si trasforma nell'associazione minerale ad alta temperatura di giadeite + quarzo. La reazione da cui l'albite si trasforma in giadeite + quarzo è:
- {\displaystyle {\ce {NaAlSi3O8\to NaAlSi2O6\,+\,SiO2}}}

Si può trovare associato ad altri minerali come glaucofane, lawsonite, muscovite, aragonite, serpentino e quarzo. Le rocce formate principalmente da giadeite sono chiamate giadeiti. Le giadeiti si formano nelle zone di subduzione da fluidi associati alle serpentine. Nella stragrande maggioranza dei casi, la formazione della giadeite è correlata alle zone di subduzione. Una zona di subduzione si trova dove una placca continentale si scontra con una placca oceanica; La placca oceanica, avendo una densità maggiore, subduce la placca continentale, e i minerali che la formavano (principalmente minerali mafici) subiscono un notevole aumento di temperatura e soprattutto di pressione. A questi aumenti di temperatura e pressione, si devono aggiungere anche i fluidi idrotermali, carichi di elementi disciolti, che in molti casi finiranno per far precipitare la giadeite.
In altri casi più specifici si deve tener conto anche dei sistemi anatetici, che spesso influenzano direttamente la chimica dei fluidi idrotermali.

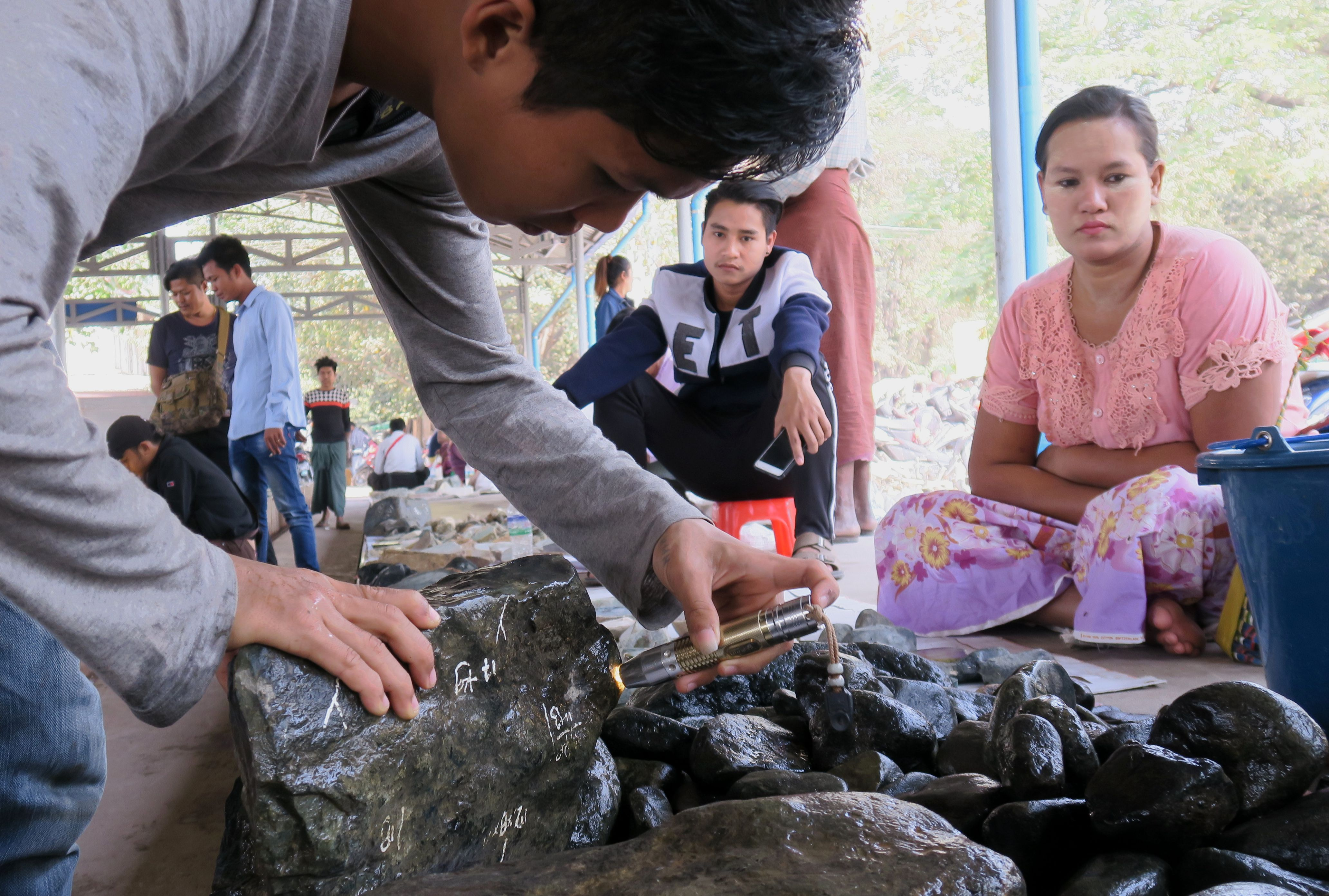
Ispezione di un blocco di giadeite al mercato della giada di Mandalay.

Le prime informazioni storiche sulla giadeite si trovano nelle vicinanze dei villaggi di Tawmaw-Hpakan nel nord della Birmania, dove è stata scoperta nel 1863 ed è quindi considerata la località tipo per la giadeite. Da allora è stata descritta in diversi luoghi: in Antartide, la giadeite è stata descritta a Grove Mountain, nel 052082 meteorite; in Brasile ci sono esemplari descritti in Minas Gerais e Pernambuco; in Birmania, la giadeite è stata descritta dalle miniere di Hpakant-Tawmaw, Hpakant, Phakant, Sankhar, Khy-Siu, Maw-Sisa, Sine Naung Tawhmaw; tutte queste miniere si trovano nello Stato Kachin. In Canada esemplari di giadeite sono stati descritti presso il complesso alcalino Red Wine a Terranova e Labrador; in Cina, esemplari sono stati descritti in diverse province, tra cui quelle dell'Anhui (Mongolia interna), Jiangsu, Jiangxi e nella regione autonoma di Xinjiang.
La giadeite è stata trovata in Colombia nella miniera di Parash nel dipartimento di La Guajira; a Cuba è stata descritta nelle province di Guantánamo e Villa Clara. Esemplari sono stati trovati in Francia nei Paesi della Loira. In Germania è stata trovata nel bacino idrico di Saidenbach in Sassonia. In Grecia, la varietà cloromelanite è stata descritta nelle isole Cicladi e Creta; in Guatemala è stato descritto nella Valle di Motagua e nel Dipartimento di Jalapa; in Indonesia esemplari sono stati rinvenuti a Irian Jaya (Nuova Guinea).
In Italia sono stati descritti esemplari in Valle d'Aosta, Liguria, Piemonte; in Giappone, esemplari sono stati descritti a Hokkaidō, nell'isola di Honshū, nella regione di Kyūshū e nell'isola di Shikoku; in Kazakistan sono stati trovati esemplari di giadeite nella provincia di Karaganda; in Messico sono stati descritti esemplari in Bassa California. In Norvegia, campioni sono stati trovati presso le isole Svalbard. La giadeite è stata descritta a Dolnośląskie in Polonia. Esemplari sono stati descritti anche in Slovacchia (regioni di Banská Bystrica e Košice); Spagna (Galizia); Svizzera (Canton Vallese); Turchia (Regione dell'Anatolia Centrale); Stati Uniti (California, Carolina del Nord, Oklahoma, Dakota del Sud e stato di Washington) e Uzbekistan (regione di Bukhara).

### Minerali associati
I minerali associati con cui si può trovare la giadeite sono principalmente minerali metamorfici: lawsonite, pumpellite, clorite, vesuvianite e grossularia; in misura minore: quarzo, plagioclasio sodica, analcime e calcite. Tutte queste associazioni minerali si verificano in condizioni di stabilità.

## Giadeite e giada
La giadeite è uno dei minerali che compongono la gemma nota come giada. Uno degli altri minerali è la nefrite. La giadeite della valle di Motagua in Guatemala era usata dagli Olmechi e dai Maya, così come dalle popolazioni indigene della Costa Rica.

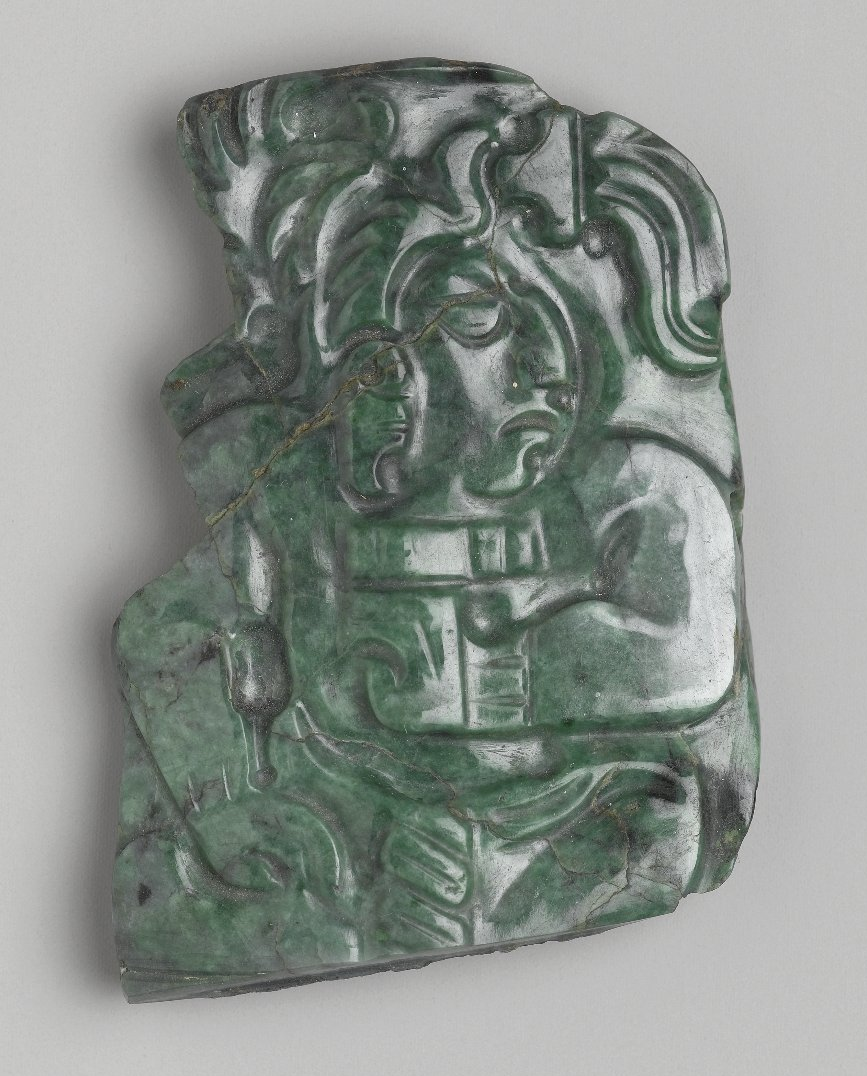
Scultura Maya in giadeite, 600–900 d.C., Brooklyn Museum.

I colori più pregiati della giadeite tendono a essere i verdi più intensi, soprattutto nelle varietà traslucide, anche se nella cultura tradizionale cinese si ritiene che le varietà bianche fossero le più apprezzate. Altre varietà come la giada blu Olmeca, dal colore blu verdastro intenso, traslucide con una leggera spazzolatura, stanno avendo valutazioni sempre più alte sul mercato grazie alla loro bellezza unica e all'uso storico della cultura olmeca. Tuttavia, questa varietà è stata recentemente riscoperta ed è attualmente estratta in piccole quantità da alcune comunità native del Guatemala. Quando si acquista la giada, la qualità è determinata dal grado di traslucenza, dalla purezza del colore (che non deve presentare macchie o aree depigmentate) e anche dalla sua purezza. A volte altri minerali come il serpentino o il quarzo sono venduti come giada; Le principali differenze sono l'esfoliazione (il quarzo non la presenta) e la durezza. Nell'antichità si credeva che la giada potesse essere usata per guarire i calcoli renali se passata sul corpo della persona colpita.

## Usi
Gli usi della giadeite sono sempre stati strettamente legati agli usi della giada. La giadeite, come minerale che forma la giada, è stata utilizzata fin dalla preistoria in tutti i continenti.

### Europa
In Europa, l'uso della giada e della giadeite durante la preistoria era limitato alla produzione di armi ornamentali come asce o raschiatoi. Le asce sono state trovate in diversi paesi tra cui Regno Unito, Paesi Bassi, Francia, Germania, Svizzera, Finlandia, Polonia e Belgio. Più di 180 asce neolitiche di giadeite sono state trovate nell'Italia settentrionale e nelle isole britanniche. A causa della difficoltà di lavorare con questo materiale, si ritiene che tutte le asce di questo tipo non siano state utilizzate, ma siano state usate come strumento di scambio o come regali. Le asce trovate nelle isole britanniche sono asce lucide e quindi, come detto sopra, non si ritiene che siano funzionali. Più di 100 asce di questo tipo sono state trovate in Gran Bretagna e Irlanda, con la giadeite importata dall'Italia settentrionale. Questi tipi di asce si possono trovare in tutta Europa. Le asce di giadeite furono introdotte nelle isole britanniche intorno al Neolitico (4000 a.C.).

### America

#### Mesoamerica
Tra il 500 e il 700 d.C., le popolazioni indigene che abitavano il territorio dell'attuale Costa Rica producevano oggetti di giadeite, quarzo, calcedonio, opale, agata, omfacite e serpentino, noti genericamente come giada. Gli oggetti sono stati realizzati utilizzando tecniche e motivi indigeni. Questi manufatti erano spesso utilizzati come offerte funerarie, associate a individui di un certo rango sociale e alla presenza di miti religiosi. Sono stati trovati documenti in cui è scritto che questi oggetti venivano utilizzati anche per riti di guarigione, come ad esempio per guarire i calcoli renali. Oggetti in giada sono stati trovati anche in altri Paesi come Guatemala, Belize e Messico.

#### Canada
La giada (e quindi la giadeite) è stata identificata per la prima volta in Canada dai coloni cinesi nel 1886 nella Columbia Britannica. Durante questo periodo la giada era considerata non redditizia, poiché ciò che si cercava era l'oro edi conseguenza la giadeite non è stata commercializzata in Canada fino al 1970. La giada è attualmente estratta e trasportata in blocchi da 10 tonnellate per una migliore conservazione.

### Asia

#### Cina
La giadeite in Cina è (ed è stata) un minerale importante ed è una delle materie prime più utilizzate nella scultura e nella decorazione cinese, utilizzata fin dal Neolitico. Sebbene la tipica giadeite dai colori verde intenso sia più diffusa in Europa, in Cina viene utilizzata la giada di diversi colori e la varietà bianca, (la nefrite), è la più pregiata e apprezzata. Sin dalla preistoria, il minerale è stato estratto nell'Henan e nello Xinjiang.
La giada, e quindi la giadeite, è stata utilizzata in Cina in quasi tutti i periodi della sua storia. Le prime giade conosciute risalgono al periodo neolitico e sono generalmente imitazioni ornamentali di strumenti e armi di uso comune, spesso più grandi dell'oggetto originale. Queste imitazioni dovevano essere simboli del potere politico o dell'autorità religiosa. Bi e Cong sono esempi di questo tipo che si trovano solo in periodi più antichi ed erano probabilmente dotati di significato religioso. Durante il Neolitico, i depositi di nefrite da cui è stata estratta la giada si trovavano nell'area di Ningshao, nel delta del fiume Azzurro e nella provincia di Liaoning nella Mongolia Interna. Intorno al 6000 a.C., la giada veniva estratta da Dushan (Monte Du).
La giadeite continuò a essere rilevante durante le dinastie Shang, Zhou e Han, dove gli oggetti erano più lavorati, spesso con motivi animali o altri motivi tipici del periodo. Durante questo periodo, la tecnica di lavorazione della giada è progredita notevolmente e i modi in cui gli oggetti sono stati tagliati sono diventati molto più complessi. Un oggetto caratteristico di questi periodi sono le fibbie di giada, che venivano indossate dall'élite dell'epoca.
Dalle prime dinastie a oggi, la giada è stata estratta in Cina in giacimenti nelle regioni occidentali come Khotan, Lantian e Shaanxi. Nel regno di Khotan, la riscossione delle tasse veniva effettuata con la giada bianca, che veniva poi trasformata in opere d'arte e considerata preziosa quanto l'oro o l'argento. La giada divenne il materiale preferito dai cinesi per la fabbricazione di oggetti di lusso, come i pennelli per la calligrafia o le pipe da oppio, poiché si credeva che chi fumava con una pipa di giada invecchiasse più lentamente.

#### India
In India la giada, e quindi la giadeite, hanno sempre avuto un'importanza più moderata che in Cina. In India, la giada è stata utilizzata fin dall'antichità anche per la decorazione. Uno dei casi più noti è quello del tempio giainista di Kolanpak, in Andhra Pradesh, che presenta una scultura di Mahavira alta 1,5 m, diventando così la più grande scultura ricavata da un unico blocco di giada. L'India si caratterizza anche per essere un paese in cui circola un gran numero di oggetti di giada falsi (principalmente oggetti realizzati con serpentino proveniente dall'Afghanistan): questi oggetti hanno lo scopo di imitare gli oggetti originali come gioielli, impugnature di pugnali o altri oggetti ornamentali.

#### Corea
L'uso di giada, giadeite e altri minerali e rocce di colorazione verde è una tradizione ancestrale nella penisola coreana. La relativa fabbricazione di oggetti di giada è spesso delimitata tra l'850 a.C. e il 668 d.C. In Corea, la giada si trova solitamente nelle antiche cerimonie funebri, soprattutto negli oggetti tubolari a forma di chioma. Questi oggetti spesso contenevano quantità significative, tra gli altri, di microclino e diaspro, e sono tipici della metà del periodo della ceramica Mumun (850-550 a.C.). Le forme tubolari sopra menzionate possono essere viste in alcune corone d'oro come quelle del Regno di Silla (300/400-668 d.C.) o nelle sepolture dell'élite dei Tre regni di Corea. Dopo che il regno di Silla si unificò con gli altri regni della penisola coreana nel 668, la popolarità dei rituali legati al buddismo diminuì, e di conseguenza l'uso della giada nei rituali funebri diminuì.

#### Sud-est asiatico
Gli archeologi hanno scoperto due tipi di oggetti di giada, nello specifico due tipi di orecchini: uno con decorazioni astratte e l'altro con motivi animali. Questi orecchini si trovano nella cintura composta da Taiwan, Filippine, Malaysia orientale e Vietnam centrale e meridionale. Le analisi isotopiche del carbonio datano questi materiali tra il 500 a.C. e il 500 d.C. Le analisi con microsonda condotte indicano che la giada utilizzata proviene da Taiwan.

### Oceania

#### Nuova Zelanda
In Nuova Zelanda, la giada era usata dai Māori, che la chiamavano Pounamu nella loro lingua. Nella cultura Māori, la giada svolgeva un ruolo importante, essendo considerata un tesoro. La giada si trova solo nella parte meridionale dell'isola chiamata Te Wai Pounamu (trad: la terra dell'acqua di pietra verde) o Te Wahi Pounamu (il sito della pietra verde). Come risultato della sua importanza tra i Māori, la giada sull'isola della Nuova Zelanda era protetta dal Trattato di Waitangi, che imponeva uno sfruttamento molto ridotto e controllato della giada. Sono stati ritrovati diversi oggetti in giada come utensili, armi e soprammobili che venivano spesso utilizzati come regali per occasioni importanti. Oggi, le figure di giada sono solitamente vendute ai turisti, anche se la maggior parte della giada non proviene dall'isola, ma viene importata dalla Columbia Britannica.